# NGC 6601
NGC 6601 este o galaxie situată în constelația Dragonul. A fost descoperită în 4 august 1883 de către Lewis A. Swift.